# Cyrille Maret
Pour les articles homonymes, voir Maret.
Cyrille Maret, né le 11 août 1987 à Dijon, est un judoka français. Depuis septembre 2024 il pratique aussi le rugby au sein du club de GTO RC77 en Fédérale 3.

## Carrière
Cyrille Maret découvre le judo en 1996, à l’âge de neuf ans, durant un été dans un centre aéré. Il participe jeune à une compétition où il termine second.
En 2011, parallèlement à sa carrière de sportif de haut niveau, Cyrille Maret rejoint le dispositif Athlètes SNCF en tant qu’agent de sureté à la Sûreté ferroviaire à Paris Sud-Est.
En 2013, après avoir obtenu une médaille de bronze au championnat d’Europe, Cyrille Maret est éliminé au second tour et termine septième des Championnats du monde organisés à Rio de Janeiro. Il est classé dans le top 4 mondial de sa catégorie de poids et est détenteur de quatre titres de champion de France.
Aux Jeux Olympiques de 2016, il décroche sa première médaille olympique, en bronze.
En octobre 2017, il concourt exceptionnellement dans la catégorie des +100 kg lors du Grand Slam d'Abu Dhabi en vue de préparer les championnats du monde toutes catégories qui ont lieu deux semaines plus tard. Il remporte le Grand Slam mais perd au deuxième tour des championnats du monde.
Il est défait en finale des championnats d'Europe 2018 à Tel Aviv par le Belge Toma Nikiforov.
En 2023, il participe au camp d’entraînement de Ciryl Gane en vue de son combat contre Serghei Spivac à l’UFC Paris 2.

## Palmarès

### Jeux olympiques
- Médaille de bronze en 2016 à Rio de Janeiro,  Brésil

### Championnat du Monde

#### En individuel
- 5e en 2015 à Astana,  Kazakhstan
- 7e en 2013 à Rio de Janeiro,  Brésil
- Juniors :  Médaille d'Or en 2006 à Saint-Domingue,  République dominicaine

#### En équipes
- Médaille d'argent par équipe en 2021 à Budapest,  Hongrie
- Médaille d'argent en équipe en 2019 à Tokyo,  Japon
- Médaille d'argent en équipe en 2018 à Bakou,  Azerbaïdjan
- Médaille de bronze en équipe en 2017 à Budapest,  Hongrie

### Championnat d'Europe

#### En individuel
- 7e en 2021 à Lisbonne,  Portugal
- Médaille de bronze en 2019 à Minsk,  Biélorussie
- Médaille d'argent en 2018 à Tel Aviv,  Israël
- Médaille d'argent en 2017 à Varsovie,  Pologne
- Médaille de bronze en 2015 à Bakou,  Azerbaïdjan
- Médaille de bronze en 2014 à Montpellier,  France
- Médaille de bronze en 2013 à Budapest,  Hongrie
- 5e en 2011 à Istanbul,  Turquie
- Juniors :  Médaille de bronze en 2005 à Zagreb,  Croatie
- Cadets :  Médaille d'Or en 2003 à Bakou,  Azerbaïdjan

#### En équipes
- Médaille d'argent en équipes, en 2019 à Minsk,  Biélorussie
- Médaille de bronze en équipes, en 2014 à Montpellier,  France

##### En équipes de clubs
- Médaille de bronze en équipes, en 2021 à Prague,  République Tchèque
- Médaille de bronze en équipes, en 2014 à Samara,  Russie
- Médaille d'argent en équipes, en 2013 à Paris,  France

### Jeux européens
- Minsk 2019
  -  Médaille de bronze en moins de 100 kg
  -  Médaille de bronze par équipes

### Championnat de France

#### En individuel
- Médaille d'or en +100 kg, en 2017 à Saint-Quentin-en-Yvelines,  France
- Médaille d'or en +100 kg, en 2016 à Montbéliard,  France
- Médaille d'argent en +100 kg, en 2014 à Villebon-sur-Yvette,  France
- Médaille d'or en +100 kg, en 2013 à Marseille,  France
- Médaille d'or en -100 kg, en 2012 à Montpellier,  France
- Médaille d'argent en -100 kg, en 2011 à Liévin,  France
- Médaille de bronze en -100 kg, en 2010 à Périgueux,  France
- Médaille d'or en -100 kg, en 2010 à Montbéliard,  France
- Médaille de bronze en -100 kg, en 2009 à Paris,  France
- Médaille de bronze en -100 kg, en 2008 à Toulon,  France
- Médaille de bronze en -100 kg, en 2007 à Dijon,  France
- Juniors :
  -  Médaille d'or en 2005 et 2006 à Paris,  France
  -  Médaille de bronze aux France UNSS en 2005 à Paris,  France
- Cadets :
  -  Médaille d'or à la coupe de France en 2003 à Paris,  France
  -  Médaille d'or à la coupe de France en 2002 à Paris,  France

#### En équipes
- Médaille de bronze en équipe en 2021 à Perpignan,  France
- Médaille d'or en équipe en 2019 à Trélazé,  France
- Médaille d'argent en équipe en 2018 à Bourges,  France
- Médaille de bronze en équipe en 2016 à Lyon,  France.
- Médaille de bronze en équipe en 2015 à Toulouse,  France.
- Médaille d'or en équipe en 2014 à La-Roche-sur-Yon,  France
- Médaille d'or en équipe en 2013 à Villebon-sur-Yvette,  France
- Médaille d'or en équipe en 2011 à Liévin,  France

### Tournois
- Médaille de bronze en -100 kg au Grand Slam de Paris en 2013 et 2018
- Médaille d'argent en -100 kg au Grand Slam de Paris en 2014, 2017 et 2021
- Médaille d'or en -100 kg au Grand Slam de Paris en 2014, 2015 et 2016
- Médaille d'argent en -100 kg aux Jeux Méditerranéens de Pescara en 2009

## Distinctions
- Chevalier de l'ordre national du Mérite le 1er décembre 2016[10]